# Martin Ponsiluoma
Karl Martin Ponsiluoma (Östersund, 8 september 1995) is een Zweedse biatleet. Hij vertegenwoordigde zijn vaderland op de Olympische Winterspelen 2018 in Pyeongchang en op de Olympische Winterspelen 2022 in Peking. Zijn vader, Jyrki, nam als langlaufer deel aan de Olympische Winterspelen 1992.

## Carrière
Ponsiluoma maakte zijn wereldbekerdebuut in januari 2017 in Oberhof. Tijdens de Olympische Winterspelen van 2018 in Pyeongchang eindigde hij als 38e op de 20 kilometer individueel. In maart 2018 scoorde de Zweed in Kontiolahti zijn eerste wereldbekerpunten.
In december 2018 stond Ponsiluoma in Nové Město voor de eerste maal in zijn carrière op het podium van een wereldbekerwedstrijd. Op de wereldkampioenschappen biatlon 2019 in Östersund eindigde hij als 47e op de 20 kilometer individueel, samen met Fredrik Lindström, Jesper Nelin en Sebastian Samuelsson eindigde hij als zevende op de estafette. In Antholz nam de Zweed deel aan de wereldkampioenschappen biatlon 2020. Op dit toernooi eindigde hij als 29e op de 20 kilometer individueel, als 27e op de 10 kilometer sprint, als 23e op de 12,5 kilometer achtervolging en als 29e op de 15 kilometer massastart. Op estafette eindigde hij samen met Peppe Femling, Jesper Nelin en Sebastian Samuelsson op de tiende plaats. Op de wereldkampioenschappen biatlon 2021 in Pokljuka werd Ponsiluoma wereldkampioen op de 10 kilometer sprint. Daarnaast eindigde hij als dertiende op de 12,5 kilometer achtervolging, als negentiende op de 15 kilometer massastart en als 35e op de 20 kilometer individueel. Samen met Peppe Femling, Jesper Nelin en Sebastian Samuelsson veroverde hij de zilveren medaille op de estafette, op de gemengde estafette behaalde hij samen met Sebastian Samuelsson, Linn Persson en Hanna Öberg de bronzen medaille. Op de Olympische Spelen van 2022 won Ponsiluoma zilver op de massastart. Verder haalde hij hier een 6e plaats in de sprint. Ponsiluoma won de eerste wedstrijd van het wereldbekerseizoen 2022-2023, de 20 kilometer individueel in Kontiolahti.  

## Resultaten

### Olympische Winterspelen
| Jaar | Plaats      | Onderdeel   | Onderdeel | Onderdeel     | Onderdeel  | Onderdeel | Onderdeel          |
| Jaar | Plaats      | Individueel | Sprint    | Achtervolging | Massastart | Estafette | Gemengde estafette |
| ---- | ----------- | ----------- | --------- | ------------- | ---------- | --------- | ------------------ |
| 2018 | Pyeongchang | 38e         | –         | –             | –          | –         | –                  |
| 2022 | Peking      | 12e         | 6e        | 11e           | ↑          | 5e        | 4e                 |

### Wereldkampioenschappen
| Jaar | Plaats    | Onderdeel   | Onderdeel | Onderdeel     | Onderdeel  | Onderdeel | Onderdeel          | Onderdeel           | Onderdeel |
| Jaar | Plaats    | Individueel | Sprint    | Achtervolging | Massastart | Estafette | Gemengde estafette | Single-Mixed- Relay |           |
| ---- | --------- | ----------- | --------- | ------------- | ---------- | --------- | ------------------ | ------------------- | --------- |
| 2019 | Östersund | 47e         | –         | –             | –          | 7e        | –                  | –                   |           |
| 2020 | Antholz   | 29e         | 27e       | 23e           | 29e        | 10e       | –                  | –                   |           |
| 2021 | Pokljuka  | 35e         | Goud      | 13e           | 19e        | Zilver    | Brons              | –                   |           |
| 2023 | Oberhof   | 11e         | 18e       | 18e           | Zilver     | Brons     | 9e                 | –                   |           |

### Wereldbeker
Eindklasseringen
| Seizoen   | Algemeen | Individueel | Sprint | Achtervolging | Massastart |
| --------- | -------- | ----------- | ------ | ------------- | ---------- |
| 2017/2018 | 96e      | –           | 85e    | –             | –          |
| 2018/2019 | 38e      | 45e         | 35e    | 48e           | 37e        |
| 2019/2020 | 33e      | 39e         | 34e    | 22e           | 44e        |
| 2020/2021 | 10e      | 23e         | 9e     | 12e           | 13e        |
| 2021/2022 | 22e      | –           | 12e    | 16e           | 26e        |
| 2022/2023 | 5e       | Brons       | Brons  | 8e            | 15e        |

Wereldbekerzeges
| Nr.         | Datum            | Plaats      | Onderdeel          |
| Individueel | Individueel      | Individueel | Individueel        |
| ----------- | ---------------- | ----------- | ------------------ |
| 1.          | 12 februari 2021 | Pokljuka    | 10 km sprint (WK)  |
| 2.          | 29 november 2022 | Kontiolahti | 20 km individueel  |
| Estafettes  |                  |             |                    |
| 1.          | 7 januari 2018   | Oberhof     | 4×7,5 km estafette |
| 2.          | 16 december 2018 | Hochfilzen  | 4×7,5 km estafette |
| 3.          | 13 december 2020 | Hochfilzen  | 4×7,5 km estafette |